# Такеда Сокаку
Таке́да Со́каку (яп. 武田惣角, 10.10.1859 — 25.04.1943) — майстер японських бойових мистецтв, засновник Дайто-рю айкідзюдзюцу, попередника айкідо. Один із найвидатніших вчителів будо сучасності.

## Короткі відомості
Якби Сокаку Такеда жив зараз, він цілком міг би стати найбільшим майстром бойових мистецтв сучасності. Можливо, ні Дзіґоро Кано, ні Гіцін Фунакосі не могли б зрівнятися з ним, оскільки Такеда здобував досвід не лише у тренувальних залах (додзьо), але і в реальних вуличних бійках по всій Японії.
Такеда Сокаку народився в володіннях Айдзу (суч. префектура Фукусіма), місцевості яка традиційно підтримувала сьоґунат Токуґава. Його батько, Сокіці Такеда, (1819—1906) був чемпіоном з боротьби сумо, а також майстром у володінні мечем (кендзюцу) і списом (ярідзюцу). Молодий Сокаку з раннього дитинства вивчав бойові мистецтва у сімейному додзьо. Навіть після падіння сьоґунату Токуґава і реставрації Мейдзі (1868), члени роду Такеда продовжували дотримуватися стародавніх традицій. Згодом, Сокаку відправився в тривалу подорож й обійшов всю Японію, навчаючись і вступаючи у двобої із найкращими майстрами будо, не упускаючи нагоди перевірити свої сили в сутичках з тими, хто кидав йому виклик.
Декілька років після реставрації Мейдзі в країні панувало беззаконня й безладдя. Завдяки цьому у Такеди була безліч можливостей перевірити свою майстерність на бандитах і грабіжниках, чимала кількість яких загинула від поранень після зустрічі з ним. У 1877 році Такеда спробував приєднатися до повстанців Кюсю, керованих Такаморі Сайго. Однак через швидку поразку бунтівників, Такеда не встиг записатися в їхні ряди.
Сокаку провів два роки свого життя на Кюсю і Окінаві, шліфуючи свою техніку у двобоях з місцевими майстрами карате (оскільки в той час заняття карате були втаємниченими, більшість із цих двобоїв проводилося під виглядом вуличних бійок). Деякі джерела стверджують, що Такеда навіть заплатив за «екскурсію» небезпечними портами Гаваїв. Час від часу він повертався до префектури Фукусіма для вивчення під керівництвом Таномо Сайго (1872-1923) секретних технік осіки-уці, які таємно передавалися у середовищі самураїв Айдзу. Таномо навчав цим прийомам і свого прийомного (за деякими джерелами, позашлюбного) сина Сіро Сайго, одного з засновників школи Кодокан. У результаті багаторічних тренувань, Такеда об'єднав основні елементи осіки-уці з техніками, узятими з його практичного досвіду в класичному будо й реальних сутичках, і сформував новий напрямок бойових мистецтв — Дайто-рю айкі-дзюдзюцу.
З 1910 по 1930 роки Сокаку проживав на Хоккайдо. Саме там, у 1915 році він познайомився із Моріхеєм Уесібою, своїм найкращим учнем. На Хоккайдо Такеда одружився з дівчиною, молодшою за нього на 30 років. Вона народила в шлюбі сімох дітей і, крім того, виконувала роль заступниці наставника у новоствореній школі Дайто-рю. Дружина Такеди трагічно загинула під час пожежі 1930 року. Можливо, саме через її смерть Сокаку покинув Хоккайдо. Численні перемоги у вуличних бійках перетворили Такеду на популярного інструктора поліції. Він часто допомагав боротися з небезпечними розбійницькими бандами. Таланти Такеди мали особливе значення на Хоккайдо, що у ті часи дуже нагадував американський «дикий Захід» — величезні неосвоєні простори, населені тими, хто був не в ладах із законом.

Сокаку Такеда був складною й вимогливою людиною. Він вів життя мандрівника, тримався осторонь від цивілізації і мандрував віддаленими районами Північної Японії. Більшу частину свого життя Такеда викладав своє мистецтво в районі відомому як «японський Тибет». Сам майстер уникав публічної популярності, відгороджувався від навколишнього світу, тому багато деталей його біографії залишаються невідомими. Він страждав хворобливою підозрілістю й змушував своїх учнів куштувати його їжу й питво, щоб переконатися, що вони не отруєні. Він не мав ґрунтовної освіти і часто висловлював абсурдні, як для його часу, думки: 
Твердження про те, що військові мистецтва і вченість мають для воїна рівну цінність, є повною нісенітницею. Книжки — річ зайва! 